# Madrugada
A madrugada é o período do dia que vai da meia-noite até o amanhecer, situando-se entre a noite e a manhã.